# Pisas internationella flygplats
Pisas internationella flygplats (Aeroporto Internazionale di Pisa), även Galileo Galilei internationella flygplats är en flygplats i Pisa, Italien. Flygplatsen är uppkallad efter Galileo Galilei, den berömde vetenskapsmannen som föddes i Pisa. Flygplatsen ligger i San Giusto-området, mindre än 2 kilometer från centralstationen, relativt nära centrum.
Mellan flygplatsen och centralstationen i Pisa går det både tåg och buss. Det finns även buss- och tågförbindelser till och från Florens.
Förutom civil verksamhet, används flygplatsen också i stor utsträckning av Italienska flygvapnet och är en bas för bland annat transportplanen C-130 Hercules och C-27J Spartan.